# 伊普西兰蒂水塔
伊普西兰蒂水塔是一座位于美国密歇根州伊普西兰蒂市的历史水塔。
该水塔由高士·R·威廉设计，作为当地的自来水供水计划于1889年在该市的最高点开建。建成于1890年，共花费21,435.63美元。现今由于该水塔犹如阴茎般的外形和所处的位置，成为该市的著名地标，并提供当地居民和游人的方位识别功能。

## 历史
水塔建成后，1898年4月14日通过了使用该自来水的年费收费条例。该条款规定了水费按照水龙头数、用户的用水类型、和用水的牲畜数目来决定，住户的一个水龙头收5美元，有私人浴缸的加收2美元；沙龙店主一个水龙头收7美元，每多一个加收3美元，每张桌球桌收1美元；每人每头牛收1美元。条例并规定了如果未交水费的话，将会被关入县监狱90天并罚款50美元。
该水塔直到1956年，都是该市供水系统中唯一一座水塔。伊普西兰蒂社區公用事業管理局于1974年接管并负责维护该水塔，同年美国水务协会给予其“美国水务地标”称号，同时美國土木工程師學會密歇根分部也给予它“国际土木工程历史古迹”称号，於1976年重修。

## 建筑结构
该建筑使用当时比较流行的安妮女王风格，而且由于安妮女王风格相对其他流行风格显得不太正式，所以多用在一些特殊建筑上，例如塔，而且相对于其他风格，安妮女王风格会更多的功夫在装饰上。水塔建筑在城市最高点的顶峰街（Summit Street）处，用喬利埃特出产的石灰岩建成，塔高147英尺，底座宽85英尺，底层塔壁厚度由40英寸向上逐渐缩为24英寸，塔顶装有可以承载25万加仑水的钢桶，除了供水外，晚上的供水还被用于市内街灯的发电。
在建设水塔时，作为对工程安全的庇佑，施工工人一共放置了四座十字架在水塔一带，其中一座放在水塔西边，装饰十分精美；另一座希腊式的放在东边，但现在十分难找到它；还有两座放在水塔之中。

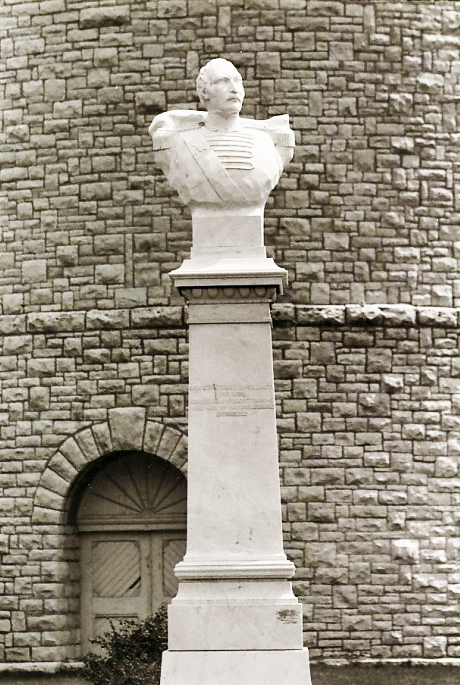
德米特里·伊普西兰蒂的半身像

由于该城市命名自希腊独立战争英雄德米特里·伊普西兰蒂，所以在水塔基座附近树有美国与希腊国旗，之间还有德米特里的纪念半身像。

## 现今
由于其类似阴茎般的外形，被昵称为“可怜的理查德”（Poor Richard），成为安娜堡-伊普西兰蒂一带的幽默题材。2003年，橱柜杂志将其评为“世界上最阳具崇拜的建筑”。